# Вердикт (фільм, 1982)
Вердикт (англ. The Verdict, тобто вирок) — фільм 1982 року, судова драма, американського режисера Сідні Люмета. У фільмі знімалися: Пол Ньюман, Шарлотта Ремплінґ, Джек Ворден, Джеймс Мейсон, Міло О'Ші й Ліндсі Краус. Фільм є адаптацією роману Баррі Ріда, яку зробив Девід Меміт, і не є римейком фільму з такою ж назвою 1946 року. «Вердикт» мав визнання критиків і касовий успіх.

## Сюжет
Кар'єра Френка Гелвіна, колись успішного адвоката, летить униз. Після несправедливого звинувачення він рятується алкоголем і нічого не хоче. Але про Френка не забув його колишній партнер. Він пропонує йому заплутану справу — захистити молоду жінку, у якої сестра стала жертвою лікарської помилки й перебуває у вегетативному стані протягом чотирьох років. Адвокат погоджується, він розуміє, що готовий захищати в суді цю безнадійну справу та добитися справедливості.

## Ролі виконують
- Пол Ньюман — Френк Гальвін
- Шарлотта Ремплінґ — Лора Фішер
- Джек Ворден — Мікі Морісі
- Джеймс Мейсон — Ед Конкенон
- Міло О'Ші — суддя Гойл
- Ліндсей Круз — медсестра Кейтлін Костелло
- Едвард Бінс — єпископ Брофі
- Джулі Бовасо — Морін Руні
- Веслі Еді — доктор Тавлер
- Тобін Белл — спостерігач у суді (в титрах не зазначений)
- Брюс Вілліс — спостерігач у суді (в титрах не зазначений)

## Нагороди
Фільм був номінований на п'ять премій Американської кіноакадемії «Оскар», в тому числі:
- Премія «Оскар» за найкращий фільм,
- Премія «Оскар» за найкращу режисерську роботу — Сідні Люмет,
- Премія «Оскар» за найкращий адаптований сценарій —  Девід Мемит,
- Премія «Оскар» за найкращу чоловічу роль — Пол Ньюман,
- Премія «Оскар» за найкращу чоловічу роль другого плану — Джеймс Мейсон.